# Centrino Pro

Logo del Centrino Pro

Centrino Pro è il nome commerciale di una delle 2 versioni della piattaforma Santa Rosa sviluppata da Intel per i computer portatili come evoluzione della precedente Centrino Duo Napa, la prima piattaforma con processore dual core dedicata al settore mobile. Centrino Pro è stata presentata al pubblico il 5 aprile 2007.
In realtà la piattaforma Centrino Duo continua a vivere anche con Santa Rosa, la differenza principale è l'assenza, in quest'ultima di quelle tecnologie che possono essere utili in ambito business.
Per promuovere il nuovo marchio, il produttore statunitense ha avviato una gigantesca campagna pubblicitaria il cui costo è stimato in circa 300 milioni di dollari (circa 240 milioni di euro).

## Evoluzione del nome
Inizialmente chiamata Centrino Pro, la piattaforma dal 1º gennaio 2008 ha cambiato nome in Centrino vPro. Alla base di questa decisione c'è l'evidente volontà di uniformare i propri marchi pensati per il settore professionale. Nel settore desktop professionale infatti Intel offre già da tempo la piattaforma vPro (che da gennaio è stata in realtà anch'essa rinominata, diventando Core 2 vPro in modo da evidenziare meglio l'architettura di processore su cui è basata).

## Componenti
Al pari di quanto fatto per le altre generazioni della piattaforma Centrino, e in particolare per la Centrino Duo, così anche Centrino Pro è basata su 3 componenti chiave, vale a dire, CPU, Chipset e Scheda wireless espressamente progettati per l'impiego in ambito mobile e quindi per avere come principale obiettivo il giusto bilanciamento tra prestazioni e consumi.

## Caratteristiche principali
La piattaforma Centrino Pro è stata introdotta solo con la quarta generazione di Centrino, ovvero Santa Rosa e non con la terza (Napa) come è successo per il marchio Centrino Duo. Successivamente, Intel ha deciso che le generazioni successive sarebbero diventate Centrino 2 e Centrino 2 vPro, e di conseguenza la piattaforma Centrino Pro è basata su un'unica generazione, quella conosciuta come Santa Rosa, appunto.

### Santa Rosa
Pochi mesi dopo la presentazione della prima generazione di Centrino Duo e quindi del Core Duo Yonah, ad agosto 2006 Intel presentò il primo processor mobile ad essere basato sulla nuova architettura Intel Core Microarchitecture, conosciuto come Core 2 Duo Merom. Si trattava di un processore completamente nuovo, ispirato sul precedente Yonah, ma caratterizzato da tante novità da essere considerato totalmente innovativo. Inizialmente venne utilizzato semplicemente come aggiornamento del processore Yonah, alla base della cosiddetta piattaforma "Napa Refresh" o "Napa64" dato che la nuova CPU integrava le istruzioni EM64T per l'esecuzione di codice a 64 bit, ma successivamente, il 9 maggio 2007, è diventato la base della nuova piattaforma Santa Rosa, chiamata ancora commercialmente Centrino Duo. Di seguito i 3 componenti chiave della piattaforma:
- Processore - Core 2 Duo Merom

A parte essere basato sulla nuova architettura ed essere dotato delle istruzioni EM64T, il nuovo Core 2 Duo Merom veniva realizzato sempre a 65 nm ed era ancora una CPU dual core realizzata mediante l'approccio a Die Monolitico. La cache L2 però era stata raddoppiata (passando da 2 MB di Yonah, a 4 MB) e il bus saliva ulteriormente fino a 800 MHz. A parità di consumo, era in grado di offrire prestazioni superiori del 20% rispetto al predecessore.
- Chipset - Crestline (commercializzato come i965GM ovvero una variante dell'i965)

Il bus massimo supportato era ovviamente quello a 800 MHz. Le altre caratteristiche rimanevano molto simile al predecessore Calistoga, eccetto il comparto grafico che è stato ulteriormente potenziato diventando a shader unificati.
- Scheda wireless - Kedron (commercializzata come Intel Pro Wireless 4965 AGN)

La sua principale novità rispetto alla precedente Golan era il supporto anche allo standard 802.11n, che grazie alla presenza di più antenne promette di quintuplicare la banda passante ed estendere significativamente la portata del segnale.

## Le differenze di Centrino Pro rispetto a Centrino Duo
Nelle versioni della piattaforma Santa Rosa commercializzate sotto il nome di Centrino Pro, Intel ha aggiunto alla versione base Centrino Duo alcune tecnologie che possono essere utili in ambito business, tra le quali la IAMT per l'amministrazione remota del sistema e il supporto BIOS alla tecnologia di virtualizzazione Vanderpool; si tratta di 2 caratteristiche mutuate dalla piattaforma desktop vPro.

## Le piattaforme successive
Come detto sopra, a differenza di quanto avvenuto per i nomi commerciali Centrino e Centrino Duo che sono stati basati entrambi su 2 differenti generazioni della piattaforma, il marchio Centrino Pro è sopravvissuto per un'unica generazione, dato che Intel ha deciso che la generazione successiva, la quinta, porterà ancora una volta ad una revisione del nome commerciale dell'intera piattaforma in modo che gli utenti possano continuare a percepire più facilmente il salto generazionale delle tecnologie e vengano quindi spinti maggiormente all'aggiornamento dei propri sistemi.

### Centrino 2
La quinta generazione della piattaforma Centrino arriverà nel secondo trimestre 2008 ed è conosciuta con il nome in codice di Montevina. Intel ha deciso di aggiornare ancora una volta i nomi commerciali Centrino Duo e Centrino vPro, sempre allo scopo di evidenziare maggiormente i cambiamenti tecnologici. Il nuovo processore sarà l'evoluzione a 45 nm di Merom, Penryn, e tra le principali caratteristiche offerte dal nuovo chipset Cantiga, si può segnalare il supporto alla memoria DDR3 e un comparto grafico decisamente più potente rispetto ai precedenti.

#### Centrino 2 vPro
Similmente a quanto fatto per il lancio della prima piattaforma Centrino Pro, anche la nuova Montevina porterà con sé una revisione della piattaforma specificatamente orientata ai dispositivi di classe professionale, grazie all'utilizzo di particolari tecnologie di amministrazione. La nuova versione si chiamerà Centrino 2 vPro.

### Futuri sviluppi
La piattaforma che andrà a sostituire Montevina non è ancora stata annunciata e non è dato sapere se si chiamerà ancora Centrino 2 o magari Centrino 3, ma da alcune dichiarazioni di Intel sembra che essa potrà essere quella conosciuta con il nome in codice di Calpella, basata sul successore del processore Penryn, ovvero la prima CPU mobile basata sulla futura architettura Nehalem.